# Гарсиа Барон, Антонио
Анто́нио Га́рсиа Ба́рон (исп. Antonio García Barón; 1921 — 2008, Боливия) — испанский и боливийский анархист, которого BBC назвала последним жившим членом колонны Дуррути, анархистского ополчения во время Гражданской войны в Испании (хотя были и другие — например, Жорж Соссенко (Георгий Сосенко), умерший в 2013 году).

## Биография
Гарсиа Барон ушёл добровольцем в ополчение с началом гражданской войны, в едва 14-летнем возрасте. После поражения республиканцев он очутился во Франции и в начале Второй мировой войны сражался там с нацистами, присутствовал при эвакуации из Дюнкерка в 1940 году, прежде чем был схвачен и отправлен нацистами в концлагерь Маутхаузен. По его воспоминаниям, находясь в лагере, он встретил Гиммлера, когда тот посещал каменоломню и сказал, что из них, нацистов, с церковью получилась прекрасная пара: «Он ответил, что это правда, однако после войны я увижу, как все кардиналы с Папой римским пойдут вон туда, — и показал на трубу крематория».
После освобождения Маутхаузена он какое-то время прожил в Париже как лицо без гражданства. Он переехал в Боливию в 1950-х годах по совету своего друга Гастона Леваля: «Я спросил у него, где можно найти место с небольшим населением, без служб вроде воды и электричества, где люди живут так, как они жили 100 лет назад, — потому что там, где есть цивилизация, есть и попы». Он переехал в деревню Сан-Буэнавентура на реке Кикибей, однако и там встретил немецкого миссионера, с которым они сразу не поладили. Убеждённый в том, что священник продолжает за ним шпионить, через несколько лет он решил уехать дальше в джунгли и создать там маленькое анархистское сообщество, в 60 км и трёх часах на лодке от Сан-Буэнавентуры по реке Кикибей. Первые 5 лет там жили только он и его боливийская жена Ирма, с которой у них родились четверо детей. Они выращивали цыплят, уток и свиней и растили кукрузу и рис. Затем к ним присоединилось около 30 кочевых индейцев-гуарани.
Сообщается, что Антонио Гарсиа Барон скончался 17 ноября 2008 года. Некролог появился в февральском номере газеты Национальной конфедерации труда Испании (CNT) и был размещён в Интернете.